# Vampirismo (relato)
Vampirismo (Vampirismus), también traducido como Aurelia, La vampiro, El relato de Cyprian y El cuento de Cyprian es un cuento de terror publicado en 1821 por el escritor E. T. A. Hoffmann. También es el primer relato en prosa de una mujer vampiro. Inicialmente perteneció a la colección de relatos Los hermanos de San Serapión, en la que un grupo de aristócratas se reúnen para contar historias fantásticas.
El relato cuenta con muchos elementos folklóricos, de hecho comienza con una breve disertación sobre el vampirismo. El vampiro del relato parece más bien un necrófago. También parece estar influenciado por la historia de Abdul Hassan, un cuento de Las mil y una noches, quien a los tres meses de estar casado con Nazilla, descubre que la mujer se ausenta del lecho cada noche para ir a cebarse de cadáveres con otros ghoules.

## Argumento
Un grupo de amigos comienza a hablar sobre vampiros, citando diversos casos e historias. Uno de ellos, llamado Cyprian, inicia un relato que afirma haber recibido de una fuente que considera verídica.
El conde Hippolit, que acaba de heredar su posición, recibe en su dominio la llegada de una baronesa empobrecida, sobre la que pesa una terrible y misteriosa reputación, y contra la que ya le habían advertido su padre y su tío. Sin embargo, desecha su suspicacia inicial al contemplar el lamentable estado de la anciana, y sobre todo ante la belleza de su hija Aurelia.
El conde y Aurelia no tardan en iniciar una relación romántica, aprobada por la madre de la joven, y pronto comienzan a realizar los preparativos para la boda. Sin embargo, el día de la boda la anciana baronesa fallece repentinamente y es encontrada muerta en el cementerio. Los prometidos contraen matrimonio sin mayor demora, sobre todo ante la ansiedad Aurelia.
Una vez casados, Aurelia confiesa a su esposo la razón de la siniestra reputación de la baronesa. El padre de Aurelia murió cuando ella era una niña y su madre pronto comenzó una nueva relación en la figura de Urian, un brutal personaje que pronto se sintió atraído por Aurelia a medida que esta crecía y que incluso intentó abusar de ella con el consentimiento de su madre. Sin embargo, Aurelia rechazó los avances de Urian, desatando la furia de la baronesa, que la culpó de querer mantenerlas en la miseria y la maldijo por su ingratitud.
Finalmente la brutalidad de Urian provoca su detención y ejecución, al ser identificado como el hijo de un verdugo y responsable de numerosos crímenes. La baronesa se marcha de su hogar con Aurelia, llegando finalmente al dominio del conde Hippolit.
Apesadumbrado por las penas de Aurelia, el conde Hippolit se alegra de la muerte de la baronesa. Sin embargo, poco después del matrimonio la joven esposa del conde cae enferma de un mal desconocido y los médicos parecen incapaces de curar su mal. Poco después se recupera, y aunque comienza a rechazar cualquier alimento, mantiene su vitalidad.
El conde Hippolit escucha rumores de que su esposa abandona por las noches el aposento en el que ambos duermen para pasear por el cementerio. También descubre que su esposa pone un narcótico en su té para que no se despierte. Una noche el conde Hippolit evita el engaño y sigue a Aurelia al cementerio, donde descubre horrorizado que ella y otras mujeres se alimentan de los cadáveres de los muertos.
Tras despertar de regreso en su alcoba, Hippolit cree que ha sufrido una pesadilla, pero cuando su esposa se niega a comer, le echa en cara su siniestro comportamiento en el cementerio. Aurelia se abalanza enfurecida sobre su esposo, como una bestia depredadora, y muere entre convulsiones. El conde cae en la locura.